# Нижній Муйнак
Нижній Муйна́к (рос. Нижний Муйнак, башк. Түбәнге Муйнаҡ) — присілок у складі Зіанчуринського району Башкортостану, Росія. Входить до складу Муйнацької сільської ради.
Населення — 73 особи (2010; 61 в 2002).
Національний склад:
- башкири — 100%